# 台海空战
台海空战是為1949年两岸分治起，中国人民解放军与中华民国国军在台灣海峽上空所發生的多起空戰。1967年1月13日的一一三空战被视为最后一场台海空战。
因國軍於第二次國共內戰失利，1949年中華民國政府迁台，但是中華民國空軍实力仍然长期优于中国人民解放军。1950年代的上海空战初期，中华民国空军即多次对上海进行轰炸。1958年台海空战发生於7月至10月期间，双方展开13次空战。其中，九二四空戰是全球第一次使用空对空导弹的空战。
1958年11月后，双方未再发生大规模空战。但中华民国空军仍时常进入中国大陆空域进行侦察活动，双方仍有小规模战斗、冲突，如1959年恩平五·二九空战。1967年1月13日，在金门空域发生一一三空战，成为双方实际发生的最后一场空战。
在具体空战中，或出于政治宣传的需要，双方公开的战斗成果相互矛盾。